# Oğuzlar (Çorum)
Oğuzlar (Die Oghusen) ist eine Stadt und ein Landkreis der türkischen Provinz Çorum. Sie liegt etwa 30 Kilometer nordwestlich der Provinzhauptstadt Çorum. Die Stadt Oğuzlar liegt am Osthang des 1350 Meter hohen Kay Beli, im Nordwesten liegt der Bergzug Kavakdağ. Sie hieß bis 1990 Karaören. Die Kreisstadt beherbergt über die Hälfte der Kreisbevölkerung (2020: 54,9 %).

## Landkreis
Der Landkreis liegt im Zentrum der Provinz. Er grenzt im Süden an den zentralen Landkreis, im Westen an den Kreis İskilip, im Norden an Osmancık und im Osten an die Kreise Dodurga und Laçin. Als einer der drei Binnenkreise hat er keine gemeinsamen Grenzen mit anderen Provinzen.
Der Landkreis wurde am 20. Mai 1990 aus dem östlichen Teil des Landkreises İskilip abgespalten. Bis dahin gehörten einige der Dörfer zum zentralen (Merkez) Bucak İskilip des genannten Kreises. Das damalige Karaören brachte zur letzten Volkszählung vor der Gebietsänderung (1985) 4907 Einwohner in die Statistiken ein.
Der flächenmäßig kleinste Kreis hat nach Boğazkale die zweitniedrigste Bevölkerungszahl, wohingegen die Bevölkerungsdichte von 42 Einwohnern je Quadratkilometer fast dem Provinzdurchschnitt (43 Einw. je km²) entspricht. Gegenwärtig (2020) besteht der Kreis neben der Kreisstadt aus sechs Dörfern (Köy) mit durchschnittlich 382 Bewohnern. Das ist die höchste Einwohnerzahl pro Dorf in der Provinz, der Provinzdurchschnitt liegt bei 174 Bewohnern pro Dorf. Das größte Dorf ist Cevizli mit 503 Einwohnern.